# Noemi Szac-Wajnkranc
Noemi Szac-Wajnkranc (ur. 22 września 1919 w Warszawie, zm. 28 stycznia 1945 w Łodzi) – polska Żydówka ocalała z Holokaustu, bojowniczka ruchu oporu, autorka pamiętnika pt. Przeminęło z ogniem.

## Życiorys
Pochodziła z zamożnej żydowskiej rodziny Szaców zamieszkującej w Warszawie. Jej ojciec był inżynierem. Krótko przed wybuchem wojny wyszła za mąż za Jerzego Wajnkranca – weterana kampanii wrześniowej i właściciela fabryki „Korlit” na ulicy Wspólnej. Kiedy po rozpoczęciu okupacji rodzina została zmuszona przeprowadzić się do getta, należącą do niej fabrykę formalnie, na mocy odpowiednich umów, przekazano sąsiadce, Alinie Kuleszowej, która zobowiązała się chronić przedsiębiorstwa i zwrócić je właścicielom po wojnie; wkrótce jednak przekazała fabrykę do konfiskaty Niemcom.
Noemi Szac-Wajnkranc pracowała jako urzędniczka wydziału aprowizacyjnego gminy żydowskiej w getcie warszawskim. W czasie Wielkiej Akcji Likwidacyjnej w lipcu 1942 r. trafiła na Umschlagplatz, gdzie została ciężko pobita i w wyniku selekcji zakwalifikowana na śmierć. Wyratował ją mąż oraz jego kuzyn, którzy w przebraniu medyków ewakuowali Noemi z Umschlagu. Wraz z mężem wydostała się z getta i ukrywała w Warszawie po stronie aryjskiej, a następnie we wsi Sławek koło Wołomina. Po kilku miesiącach małżeństwo wróciło jednak do Warszawy w związku z niebezpieczeństwem wynikającym z ujawnienia ich pochodzenia, co dodatkowo zbiegło się z powrotem rodziców Noemi z nieudanej próby osiedlenia się pod Krakowem. Po ponownym przeniesieniu się do miasta obydwoje podejmowali się ciężkich, słabo płatnych prac. Noemi zatrudniła się w szwalni, a Jerzy w odlewni żelaza. W trakcie powstania w getcie Noemi brała czynny udział w walkach; wtedy też zginęli jej rodzice. Kilka dni po zakończeniu powstania, z którego zarówno ona, jak i jej mąż uszli z życiem, Jerzy został aresztowany. Noemi podjęła wówczas próby odszukania i uwolnienia go. Poszukiwania, w których pomagała jej przyjaciółka – Inka, rozpoczęła od siedziby gestapo w Alei Szucha, następnie trop prowadził na Pawiak. Po wywiezieniu Jerzego z Pawiaka, Noemi wysyłała listy z zapytaniem o męża do obozów w Trawnikach i Poniatowej. Gdy okazało się, że tam go nie ma, wybrała się do Małkini, opodal której mieścił się obóz w Treblince. Ostatecznie odnalazła męża w obozie w Majdanku, jednak mimo licznych wysiłków, nie udało się jej go uratować – zginął w listopadzie 1943 roku w trakcie ogromnej akcji likwidacyjnej, która pochłonęła 18 tys. ofiar obozu. Najprawdopodobniej to właśnie po stracie najbliższych Noemi zaczęła spisywać na przypadkowych skrawkach papieru swoje wspomnienia. Do stycznia 1945 pracowała jako służąca w majątku ziemskim pod Łodzią, gdzie zastało ją wyzwolenie przez Armię Czerwoną. Za namową jednego z oficerów Armii Czerwonej udała się z wojskiem do wyzwolonej Łodzi. Zginęła od przypadkowej kuli, wchodząc do miasta. Została pochowana w prawosławnej części cmentarza przy ul. Ogrodowej w Łodzi.
Wśród nielicznych znalezionych przy niej rzeczy był rękopis pamiętnika, który wspomniany już podpułkownik Armii Czerwonej zabrał do Moskwy i przekazał Żydowskiemu Komitetowi Antyfaszystowskiemu. Stamtąd tekst przewiózł do Polski Efroim Kaganowski; on też napisał wstęp do pierwszego wydania pamiętnika, który ukazał się staraniem Centralnej Żydowskiej Komisji Historycznej w Polsce (publikacja nr 38) w 1947 r. Ponowne wydanie pamiętnika, za które odpowiada wydawnictwo „Myśl”, miało miejsce w 1988, a najnowsze, tego samego wydawnictwa, pochodzi z 1990.